# Зак Гарретт
Зак Гарретт (англ. Zach Garrett, нар. 8 квітня 1995) — американський лучник, срібний призер Олімпійських ігор 2016 року.

## Виступи на Олімпіадах
| Олімпіада           | Дисципліна             | Місце |
| ------------------- | ---------------------- | ----- |
| Ріо-де-Жанейро 2016 | індивідуальна першість | 9     |
| Ріо-де-Жанейро 2016 | командна першість      | 2     |